# Tällistock (Safiental)
Tällistock är en bergstopp i Schweiz.   Den ligger i regionen Surselva och kantonen Graubünden, i den östra delen av landet, 140 km öster om huvudstaden Bern. Toppen på Tällistock är 2 605 meter över havet.
Terrängen runt Tällistock är huvudsakligen bergig, men norrut är den kuperad. Närmaste större samhälle är Domat, 15,7 km nordost om Tällistock. 
Trakten runt Tällistock består i huvudsak av gräsmarker. Runt Tällistock är det mycket glesbefolkat, med 4 invånare per kvadratkilometer.